# 탈수 반응
화학과 생물학에서 탈수 합성(dehydration synthesis)은 보통 반응 분자로부터의 물 분자의 제거를 포함하는 화학 반응으로 정의된다. 어떤 물질을 이루고 있는 성분 원소 중 수소와 산소를 제거하거나 물의 분리에 의한 축합 반응을 행하는 일을 말한다. 탈수 반응은 축합 반응(condensation reaction)의 부분 집합(subset)이다. 수산화기(–OH)는 안 좋은 이탈기(leaving group)이기 때문에, 브뢴스테드산(Brønsted acid)을 가지는 것은 수산화기가 더 좋은 이탈기인 –OH2+ 그룹을 가지는 것을 양성자 주기(protonating)를 통하여 종종 도와준다. 탈수 반응의 반대는 수화 반응(hydration reaction)이다. 유기 합성(organic synthesis)에 쓰이는 일반적인 탈수 시약(dehydrating agent)에는 진한 황산, 진한 인산, 뜨거운 산화 알루미늄과 뜨거운 세라믹(ceramic)이 있다.

## 탈수 반응의 예

### 단당류에서이당류로
단당류란 탄소 수가 적고 분자 구조가 가장 단순한 것으로 물에 잘 녹고 단맛이 나는 탄수화물이다. 탄소 수에 따라 2탄당, 3탄당, 4탄당, 5탄당, 6탄당 등으로 구분된다. 이러한 단당류 두 분자가 탈수축합반응중 하나인 글리코사이드 결합을 통해 이당류로 결합하게 된다. 이당류에는 엿당(포도당+포도당), 설탕(포도당+과당), 젖당(포도당+갈락토스) 등이 있다.
또, 수백에서 수천 개의 단당류가 글리코사이드 결합으로 연결된 물질이 있는데, 이당류나 단당류와 달리 물에 잘 녹지 않고 단맛이 없는 다당류가 있다. 다당류에는 대표적인 예로 녹말, 글리코젠, 셀룰로스가 있다.

## 같이 보기
- 수화 반응
- 축합 반응
- 가수분해